# Cueva del Humo
Cueva del Humo är en grotta i stadsdelen Araña i östra Málaga (Andalusien, Spanien). Den ligger i ett sammanhang med flera arkeologiska platser där det gjorts viktiga upptäckter. Sju platser är koncentrerade inom bara en halv kilometers avstånd. På spanska kallas platsen Los yacimientos arqueológicos de la Araña. Grottan är belägen i karstterräng i östra delen av Malagabukten.  
Karstsystemet som har bergskydd, grottor, klippor och slätter som varit havsbotten, och i landskapet finns arkeologiska platser av extraordinär betydelse. Resultaten av  mer än fyra decenniers arbete visar att platsen varit bebodd oavbrutet av flera arter av släktet homo, pre-neandertalare, neandertalare och Homo sapiens. Under pleistocen förändrades landskapet då havet steg och sjönk och påverkade platsernas relation till havet. Fynden berättar dock om ett nära förhållande mellan människorna och havet. Grupper från yngre stenåldern (neolitikum) och kopparåldern (kalkolitikum) har också hittats i området.
Fynd från mellanpaleolitikum är huvudsakligen hittade i grottrummen som har fått nummer 3, 4, 6 och 10. De arkeologiska fynden av stenverktyg från denna period är tusentals moustérienbitar gjorda av lokala råvaror, med flinta som dominerande material. Stora mängder av rester av blötdjur har klarlagt att inte bara neandertalarnas kost, utan också kosten hos alla de mänskliga grupper som bodde i området till stora delar utgjordes av denna marina resurs. Rökgrottan har fått sitt namn på grund av att det finns stora lager av sot i taket i grottans ingång, några av dem från modern tid, men andra har daterats med C14 metod till cirka 50 000 års ålder. 
Övergången mellan mellan- och senpaleolitikum finns i grottrummen nr 3 och 4. De bevarade lämningarna är mycket talrika. Vissa  fynd har tolkats som ett kulturellt utbyte mellan de två grupperna. Fynd från senpaleolitikum förekommer främst i grottrum 3, 4 och 6 och har också lämnat rikligt med fynd. Flera senpaleolitiska kulturer som gravettian, solutrean, magdalenien och den avslutande epipaleolitiska perioden är väl dokumenterade. 
Den neolitiska perioden, med alla dess faser, och den kalkolitiska perioden förekommer främst i grottrum nr 6. Platsen har ett stort antal gravar med gravgåvor, släta keramikbitar, hundratals halsbandspärlor av olika slag, armband. En del av detta material finns utställt på Málagas museum och i tolkningscentret för de arkeologiska platserna i La Araña. Under den historiska perioden fortsatte människor att bo på platsen under de puniska, romerska, medeltida och moderna kulturerna.
För att stödja staden Málagas kandidatur till Europeisk kulturhuvudstad 2016 renoverades Málagas förhistoriska friluftsmuseum. Området rymmer sju arkeologiska platser och ett besökscenter. Renoveringen gjordes i två etapper: den första omfattade ett område som tillägnades mellanpaleolitikum och neandertalarna, vilket inkluderade Abrigo 1, 2 och 3 och Cueva del Humo (rökgrottan).  Området som är tillägnat tidigpaleolitikum inkluderar Abrigo 4 och 5. Andra fasen omfattade Abrigo 6 och 7 som ligger i området som är tillägnat nyare förhistoria (neolitikum och kalkolitikum).
Centro de Interpretación öppnades i januari 2014.